# رادنوو
رادنوو شهری در استارا زاگورا کشور بلغارستان است که جمعیت آن در سال ۲۰۰۱ میلادی ۱۴٬۵۹۵ نفر بوده‌است.